# Папоян, Рубен Арташесович
Рубен Арташесович Папоян (4 ноября 1921, Феодосия — 26 декабря 1996, Севастополь) — советский военнослужащий, участник Великой Отечественной войны, полный кавалер ордена Славы, разведчик-наблюдатель 728-го артиллерийского полка, красноармеец.

## Биография
Родился 4 ноября 1921 года в городе Феодосия. Армянин. В 1922 году переехал в город Тбилиси. Член ВКП/КПСС с 1943 года. Образование среднее. Окончил фабрично-заводское училище. Работал слесарем на заводе.
В Красной Армии с апреля 1941 года. Был зачислен курсантом Севастопольского военно-морского училища. В боях Великой Отечественной войны с июня 1941 года. Воевал в составе 80-й особой бригады Черноморского флота. Участвовал в обороне Севастополя, боях под Москвой и в Карелии. Был ранен. К 1944 году воевал в составе 728-го артиллерийского полка 176-й стрелковой дивизии разведчиком.
Разведчик-наблюдатель красноармеец Папоян в марте-апреле 1944 года с группой разведчиков проник в расположение врага в 10 километрах юго-восточнее озера Сегозеро, разведал расположение двух вражеских наблюдательных пунктов, огневых позиций двух артиллерийских и одной миномётной батарей, которые по его целеуказаниям были поражены затем нашей артиллерией.
Приказом по частям 176-й стрелковой дивизии 16 июня 1944 года красноармеец Папаян Рубен Аркадьевич награждён орденом Славы 3-й степени.
В июле 1944 года при прорыве обороны противника на медвежьегорском направлении наши войска вышли на государственную границу с Финляндией и продолжали развивать наступление уже на территории противника. В ходе наступления подразделение, в котором служил Папоян, оторвалось от основных сил и оказалось в окружении. Три дня продолжались атаки противника. 31 июля северо-западнее посёлка Поросозеро Папоян уничтожил расчёт финского пулемёта и первым ворвался в траншею противника, из автомата сразил нескольких солдат противника. В ходе боя был тяжело ранен в ключицу, в грудь и в горло. Когда подразделение вырвалось из окружения, его нашли среди мёртвых. Два месяца лечился в госпитале в Петрозаводске, откуда самовольно убыл в свою часть.

Могила Папояна на кладбище «Кальфа» в Севастополе.

Приказом по войскам 43-й армии от 25 августа 1944 года красноармеец Папаян Рубен Аркадьевич награждён орденом Славы 2-й степени.
25—27 января 1945 года Папоян в составе того же полка и дивизии юго-западнее города Ангербург выявил три вражеских дота, которые затем были подавлены артиллерийским огнём. Отражая контратаку противника, Папоян с бойцами выкатил орудие на открытую позицию, прямой наводкой уничтожил большое количество солдат, чем способствовал выполнению боевой задачи.
16 февраля 1945 года Папоян в составе того же полка и дивизии во главе штурмовой группы в двух километрах северо-восточнее населённого пункта Цинтен первым ворвался в здание и выбил оттуда засевших там автоматчиков, нанеся противнику большой урон.
Указом Президиума Верховного Совета СССР от 15 мая 1946 года за мужество, отвагу и героизм, красноармеец Папаян Рубен Аркадьевич награждён орденом Славы 1-й степени. Стал полным кавалером ордена Славы.Награду ему вручили через двадцать лет после Победы.
Войну закончил в Чехословакии.
В 1945 году демобилизован. Вернулся в город Тбилиси. В 1950 году переехал в город Ереван. Работал аппаратчиком на алюминиевом заводе. С 1991 года жил в городе Севастополь, где обосновался сын. Скончался 26 декабря 1996 года. Похоронен на Аллее Героев кладбища «Кальфа» города Севастополь.
Награждён орденом Отечественной войны 1-й степени, орденом Славы 3-х степеней, медалями.